# Oxytocin
Oxytocin oder Oxitozin (von altgriechisch ὀξύς oxys ‚schnell‘ und τόκος tokos ‚Geburt‘), auch Ocytocin (von altgriechisch ὠκυτόκιον ōkytokion ‚geburtsbeschleunigendes Mittel‘) – ältere Synonyme Pitocin, Pituisan, Orasthin und α-Hypophamin –, ist ein im Gehirn produzierter Botenstoff im Körper. Es ist unter anderem als ein Hormon wirksam, das beim Geburtsprozess eine wichtige Rolle spielt, da es die Gebärmutter dazu bringt, sich zusammenzuziehen, und damit Wehen auslöst. Zudem stimuliert Oxytocin die Brustdrüsen zur Abgabe von Milch. Gleichzeitig beeinflusst es nicht nur das Verhalten zwischen Mutter und Kind sowie zwischen Geschlechtspartnern, sondern auch ganz allgemein soziale Interaktionen.
Oxytocin ist ein Neuropeptid aus der Gruppe der Proteohormone. Es wird im Nucleus paraventricularis und zu einem geringen Teil im Nucleus supraopticus (beides Kerngebiete im Hypothalamus) gebildet. Von hier wird Oxytocin über Axone zum Hinterlappen (Neurohypophyse) der Hypophyse (deutsch: Hirnanhangdrüse) transportiert, zwischengespeichert und bei Bedarf abgegeben.

## Geschichte
Henry Dale entdeckte Oxytocin 1906 in der Hypophyse. Er beschrieb die Wirkungen des Oxytocins zuerst in Verbindung mit dem Geburtsbeginn und der Geschwindigkeit der Geburt. Kurz darauf kam er zu Forschungsergebnissen, die ihm den Zusammenhang zwischen Oxytocin und der Sekretion von Muttermilch beim Stillen nahelegten. Oxytocin wurde zusammen mit Vasopressin erstmals 1953 von Vincent du Vigneaud isoliert und synthetisiert, wofür er 1955 den Nobelpreis für Chemie erhielt.
Seit den 1960ern wird Oxytocin in der Geburtshilfe zur Wehenförderung eingesetzt.
Heute ist bekannt, dass Oxytocin sowohl als Hormon als auch als Neurotransmitter wirkt. Die Bandbreite seiner Wirkung ist daher größer als ursprünglich angenommen.

## Struktur
Die Primärstruktur des humanen Peptids Oxytocin besteht aus neun Aminosäuren mit der Sequenz CYIQNCPLG. Die beiden Cystein-Reste (C) bilden eine Disulfidbrücke. Die Struktur von Oxytocin ist sehr ähnlich dem Vasopressin, ebenfalls ein Nonapeptid (CYFQNCPRG) mit einer Disulfidbrücke, dessen Sequenz sich in zwei Aminosäuren unterscheidet. Das C-terminale Glycin liegt in seiner amidierten Form vor.

## Physiologie
Oxytocin entsteht aus dem Präkursor-Protein Oxytocin-Neurophysin (106 Aminosäuren) durch Trennung von Peptidbindungen mittels der Proprotein-Convertase 1, wobei neben dem Oxytocin und dem Neurophysin (94 Aminosäuren) ein Tripeptid entsteht. Abgebaut wird Oxytocin wie auch Vasopressin, Angiotensin III und mehrere Enkephaline durch das Enzym Leucyl-Cystinyl-Aminopeptidase.
Die Ausschüttung von Oxytocin wird durch jede Art angenehmen Hautkontakts mit veranlasst. Beim Stillen durch den Saugimpuls des Säuglings, ferner durch Wärme und Massieren. Auch die Aktivität neuronaler Netzwerke des Gehirns, v. a. des Stammhirns regt diese Ausschüttung an. Die Vorgänge im Stammhirn haben die Aufgaben, Angst- und Fluchtverhalten zu steuern. Hier ist z. B. die Amygdala zu nennen, aber auch andere Neuronenverbände im Stammhirn, die den Herzkreislauf kontrollieren. Das Oxytocin spielt so eine wichtige Rolle bei der Stressregulierung.
Der Oxytocin-Spiegel ist unter MDMA-Einfluss erhöht, womit die verstärkte Wahrnehmung positiver Emotionen in anderen Menschen im MDMA-Rausch erklärbar ist.
Zur Bestimmung des Oxytocinspiegels ist vor allem die Analyse aus Blutplasma üblich; allgemeiner kann Oxytocin im Blut, Speichel, Liquor oder Urin nachgewiesen werden. Beispielsweise ist der Verlauf des Oxytocinspiegels bei der Interaktion mit Neugeborenen noninvasiv im mütterlichen Speichel nachgewiesen worden.
Oxytocin ist ein positiver allosterischer Modulator an μ-Opioidrezeptoren (MOR), verstärkt also die Wirkung orthosterischer MOR-Agonisten. Erhöht wird dabei deren Efficacy (Emax), nicht ihre Affinität.

## Oxytocin-Rezeptoren
Oxytocin-Rezeptoren (OXTR) befinden sich in verschiedenen Körpergewebearten, unter anderem in den Myoepithelzellen der Milchdrüsen, den Geweben der Geschlechtsorgane, der Nieren, des Herzens, des Thymus, der Bauchspeicheldrüse und in Fettzellen. Es ist nur eine OXTR-Isoform bekannt, da der Rezeptor jedoch G-Protein-gekoppelt ist, können zelluläre Effekte sehr unterschiedlich sein. Im präfrontalen Cortex beispielsweise führt die Gabe von Oxytocin zu spontanen, rhythmischen Aktionspotentialen in Interneuronen.

## Physiologische Wirkungen
Oxytocin bewirkt eine Kontraktion der Gebärmuttermuskulatur (Myometrium) und löst damit die Wehen während der Geburt aus. Es wird im Rahmen der klinischen Geburtshilfe als Medikament in Tablettenform, als Nasenspray oder intravenös (sog. „Wehentropf“) eingesetzt. Weiterhin löst Oxytocin Nachwehen aus – Kontraktionen der Gebärmuttermuskulatur, die unmittelbar nach der Geburt der Blutstillung und später der Rückbildung (Involution) des Uterus dienen. Hieraus leitet sich auch dessen Verwendung insbesondere als Notfallarzneimittel im Falle einer nachgeburtlichen (postpartalen) Blutung.
Darüber hinaus verursacht es die Milchejektion (Entleerung der Drüsenbläschen) durch Stimulation der sogenannten myoepithelialen Zellen der Milchdrüse.
Oxytocin verringert den Blutdruck und den Kortisolspiegel, wirkt sedierend sowie schmerzstillend und kann zu verbesserter Wundheilung führen. Forschungsergebnisse deuten darauf hin, dass Oxytocin durch Einwirkung auf die sogenannte HPA-Achse (hypothalamic-pituitary-adrenocortical axis) die Auswirkung von Stress verringert.
Studien an Tiermodellen und am Menschen zeigen, dass Oxytocin Einfluss auf das Körpergewicht hat. Wiederholte zentrale Injektionen von Oxytocin in das Gehirn von Ratten, welche eine stark fetthaltige Diät erhielten, führten bei gleicher Ernährung zu geringerer Gewichtszunahme als bei Ratten, welchen Kochsalzlösung injiziert wurde. Dieser Effekt beruht auf einem gesteigerten Fettstoffwechsel durch verstärkte Betaoxidation freier Fettsäuren. Bei einer Studie an Menschen mit Adipositas führte die Behandlung mit oxytocinhaltigem Nasenspray zu Gewichtsabnahme und verbesserten Cholesterinwerten.
Aufgrund seiner weitgehend homologen Struktur zu Adiuretin kann Oxytocin in hohen Dosen dessen Wirkung haben.
Es bestehen Hinweise, dass Oxytocin regulierend auf das Wachstum neoplastischer Zellen einwirkt.
Oxytocin wird zu den Glückshormonen gezählt.

## Verhaltenssteuerung
Neben diesen physiologischen Wirkungen nimmt Oxytocin auch Einfluss auf das Verhalten.

### Bei Tieren
Bei der Milchkuh muss zur Entleerung des Euters durch das Saugen des Kalbs oder durch andere Reize, auf welche die Kuh konditioniert ist, das in ihrer Hirnanhangdrüse gespeicherte Oxytocin freigesetzt werden. Das Oxytocin bewirkt für fünf bis acht Minuten das Einschießen der Milch in die Milchzisterne des Euters, von wo sie durch die Melkmaschine abgesaugt oder beim Melken von Hand durch die Finger ausgepresst werden kann.
Untersuchungen bei monogamen Präriewühlmäusen (Microtus ochrogaster) lassen vermuten, dass Oxytocin auch bei der Paarbindung eine Rolle spielt. Im Gegensatz zu polygamen Bergwühlmäusen zeigen Präriewühlmäuse eine ausgeprägte, langzeitige und paarweise Partnerbindung. Verschiedene Untersuchungen fanden eine kritische Rolle von Oxytocin bei der Ausprägung dieser Partnerpräferenz: Injizierte man Präriewühlmäusen einen Oxytocin-Antagonisten, so verhielten sich diese im Partnerverhalten ähnlich den polygamen Bergwühlmäusen und zeigten keine längerzeitigen sozialen Bindungen mehr. Die Untersuchungen ergaben, dass Oxytocin notwendig und hinreichend zur Ausprägung der Partnerpräferenz ist.
Interessanterweise scheint es jedoch nicht die Menge an endogen ausgeschüttetem Oxytocin an sich zu sein, welche das soziale Bindungsverhalten beeinflusst, sondern die spezifische Ausbildung von Oxytocin-Rezeptoren im Gehirn. So unterscheiden sich die Rezeptorverteilungen im Gehirn von Prärie- und Bergwühlmäusen in charakteristischer Weise. Zudem zeigen Präriewühlmäuse ähnliche Rezeptorverteilungen wie eine andere monogame Spezies (Wiesenwühlmäuse). Weibliche Bergwühlmäuse, die nur in der Zeit unmittelbar nach der Geburt des Nachwuchses ein längerzeitiges Bindungsverhalten zu ihren Nachkommen zeigen, weisen exakt in dieser Zeit eine Veränderung in ihrer Oxytocinrezeptorverteilung auf.
Eine 2016 publizierte Studie belegte ferner, dass Präriewühlmäusen, die in Experimenten aversiven Reizen ausgesetzt worden waren, danach von ihnen bereits länger bekannten Artgenossen besonders intensiv das Fell gepflegt wurde; auch dieses Verhalten wurde auf das Hormon Oxytocin zurückgeführt.
Eine 2013 veröffentlichte Studie zeigte, dass Oxytocin die Erinnerung an soziale Interaktion verstärkt und dass dies im Falle positiv bewerteter Interaktionen die Furchtsamkeit verringere, aber umgekehrt bei negativen Erinnerungen zu erhöhter Furchtsamkeit führe.

### Beim Menschen
Perinatalperiode
Oxytocin spielt perinatal eine wesentliche Rolle; so ist ein Anstieg der Dichte von Oxytocinrezeptoren im Gewebe des Uterus kurz vor dem Einsetzen von Geburtswehen zu beobachten.
Oxytocin wird häufig zur Geburtseinleitung verwendet, da es wehenverstärkend wirkt. Darüber hinaus hat es weitere Wirkungen: In einer vertrauten, ruhigen und sicheren Umgebung wirkt Oxytocin beruhigend und stressreduzierend, bei einem hohen Stresspegel, wie er auch den Wehen vorliegen kann, kann es jedoch eine gegenteilige Wirkung entfalten und zum Beispiel kurzzeitig den Blutdruck und Cortisolspiegel erhöhen und den Puls beschleunigen.
Mittel- und langfristige Auswirkungen einer Geburtseinleitung mit Oxytocin auf das Kind und die Mutter sind bisher wenig untersucht. Ein systematischer Review zeigte auf, dass in mehreren Studien ein geringerer Oxytocinspiegel häufiger mit depressiven Verstimmungen im Wochenbett einhergeht, wobei dieser Zusammenhang nur in einigen der Studien statistisch signifikant war.
Es gibt Hinweise darauf, dass der medikamentöse Einsatz von Oxytocin bei der Geburt mit einer höheren Rate depressiver Verstimmungen bei der Mutter einhergehen und die Aufnahme des Stillens nach der Geburt erschweren kann. Außerdem gibt es Hinweise darauf, dass es sich ungünstig auf die anfängliche Mutter-Kind-Bindung auswirken und später häufiger zu Schwierigkeiten beim Stillen und zu exzessivem Schreien im Säuglingsalter kommen kann. Mütter berichten Hebammen mitunter von einer anderen Qualität in der Bindung des Oxytocinkinds im Vergleich zu den Geschwistern, die ohne Oxytocin auf die Welt gekommen waren. Als eine mögliche Erklärung wird angegeben, dass eine perinatale Gabe von Oxytocin zu einer Herabregulierung beziehungsweise zu einer Veränderung der Anzahl der Oxytocinrezeptoren führen könnte, wodurch das natürliche Oxytocin in seiner Wirkung gehemmt würde.
Stillen und Bindung
Der Reflex der Milchejektion einer stillenden Mutter wird von der Oxytocinkonzentration gesteuert. Bereits wenn sie den Säugling schreien hört oder an das Stillen denkt, erfolgt eine Ausschüttung von Oxytocin. Das Neuropeptid erhöht nicht nur den Milchfluss beim Saugen des Säuglings, sondern beeinflusst – zusammen mit dem Rückgang des Stress-Hormons Cortisol – auch die Stimmung der Mutter: „Es verschafft angenehme, manchmal sogar lustvolle Gefühle. (…) Diese emotionale Wirkung schafft vor allem eines: Sie verstärkt die emotionale Bindung der Mutter an das Kind.“
Liebe und Vertrauen

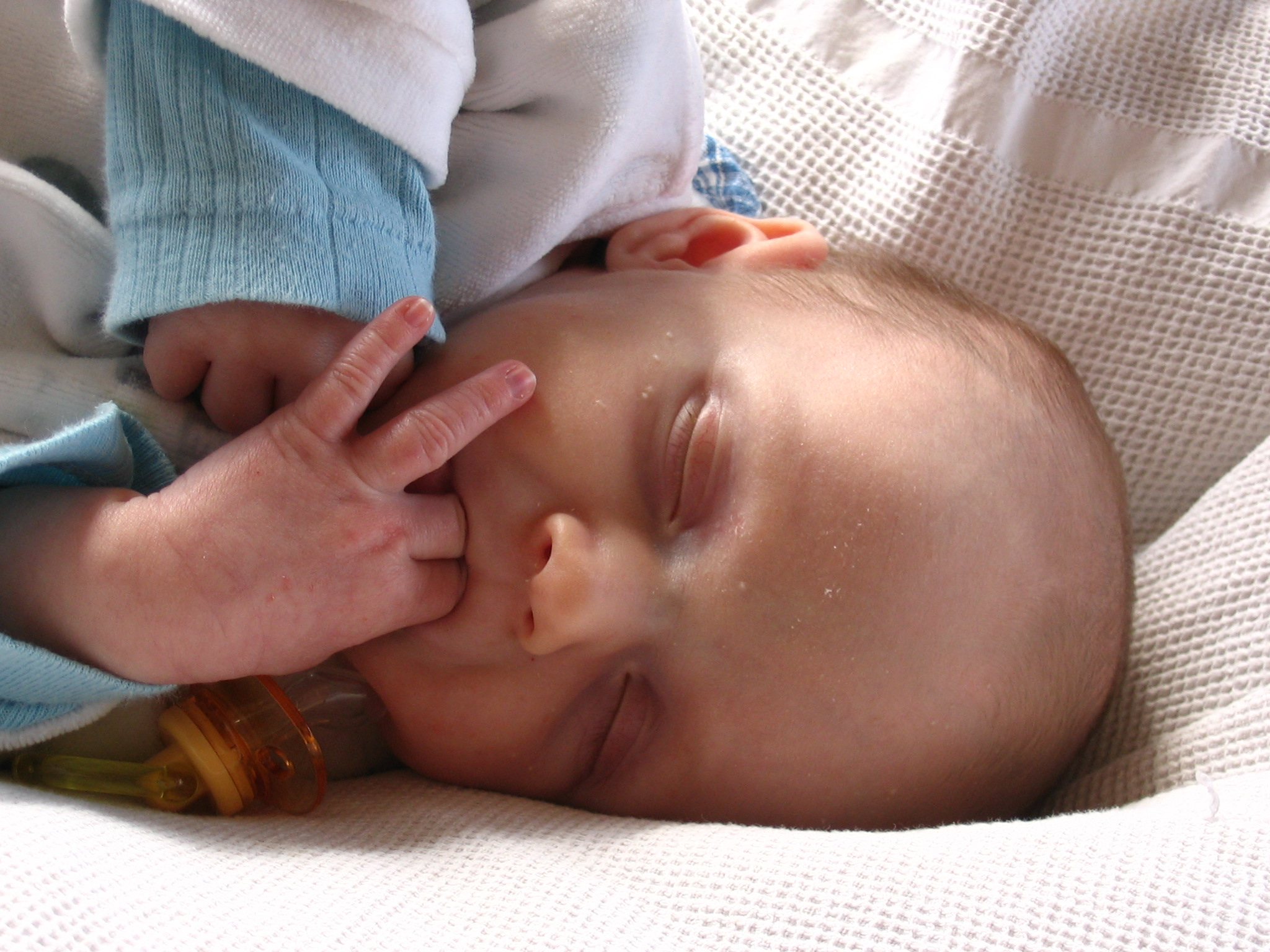
Babys produzieren Oxytocin nach dem Nuckeln.

In der neurochemischen Forschung wird Oxytocin beim Menschen mit psychischen Zuständen wie Liebe, Vertrauen und Ruhe in Zusammenhang gebracht. Diese Annahmen beruhen auf Experimenten, wie sie von Michael Kosfeld an der Universität Zürich durchgeführt wurden. Kosfeld ließ Probanden ein Investorenspiel mit echten Geldgewinnen durchführen, wobei bei einem Teil der Testpersonen durch ein Nasenspray ein erhöhter Oxytocinspiegel erzeugt wurde. Es zeigte sich, dass die Personen mit einem erhöhten Oxytocinspiegel mehr Vertrauen ihren Spielpartnern gegenüber an den Tag legten. Die Arbeitsgruppe von Beate Ditzen erforschte den Einfluss von Oxytocin, indem sie Ehepartner dazu aufforderte, ein Thema zu diskutieren, über das sie sich häufig streiten. Die Ergebnisse der Studie legen eine beruhigende und deeskalierende Wirkung des Neuropeptids nahe.
Aggression
Die Arbeitsgruppe von Carsten K. W. De Dreu brachte Oxytocin beim Menschen aber auch mit defensiver Aggression gegenüber Außenseitern, einer Handlungsausrichtung zum Vorteil der Eigengruppe (englisch: in-group favoritism) und einer Änderung des Allianzverhaltens in Zusammenhang. Oxytocin schüre Vorurteile, Fremdenangst und Gewalt zwischen den Mitgliedern verschiedener Gruppen, so die Schlussfolgerung des Teams der Universität Amsterdam. Der Freiburger Psychologe Markus Heinrichs, ein Pionier der Oxytocin-Forschung am Menschen, weist diese zurück: Die eigenen Leute zu bevorzugen, sei nicht mit Aggression anderen gegenüber gleichzusetzen.
Luststeigerung
Die sexuell stimulierende Wirkung von Oxytocin ist bei Tieren wiederholt beschrieben worden, eine luststeigernde Wirkung wurde aber auch beim Menschen sowohl für Männer als auch für Frauen nachgewiesen. Die beim Orgasmus freigesetzten hohen Oxytocindosen bewirken danach eine Phase der Entspannung und Müdigkeit. „Auf jeden Fall ist es vermutlich am Gefühl der engen persönlichen Verbundenheit nach einer befriedigenden sexuellen Begegnung beteiligt, so ähnlich wie es die Bindung zwischen der stillenden Mutter und ihrem Säugling verstärkt.“ Zudem bewirkt „die moderate Ausübung taktiler Reizung auf das Hautorgan in rhythmischen Abständen, mit anderen Worten: das Streicheln“ eine Freisetzung von Oxytocin „und führt zu einer Beruhigung und einem Wohlgefühl, das die Bindung der beteiligten Personen verstärkt.“ Oxytocin wird bei angenehmen Körperkontakten wie Umarmungen und Zärtlichkeiten sowie Massagen ausgeschüttet, ebenso beim Singen. Forschungen deuten darauf hin, dass eine Freisetzung von Oxytocin durch angenehme Sinneswahrnehmungen wie Berührungen und Wärme, durch Nahrungsaufnahme, durch Geruchs-, Klang- und Lichtstimulation sowie durch rein psychologische Mechanismen ausgelöst werden kann, insbesondere infolge einer entsprechenden Konditionierung im Gehirn wird es zudem bei Stress freigesetzt.
Die Forschungsergebnisse haben dazu geführt, dass Oxytocin in der Öffentlichkeit gelegentlich als Orgasmushormon, Kuschelhormon oder Treuehormon diskutiert wird. Tatsächlich ist die Signifikanz von Oxytocin für Fühlen und Handeln in zahlreichen Studien bestätigt; allerdings ist zu beachten, dass psychische Zustände wie zum Beispiel „Liebe“ keinen einheitlichen biologischen Phänomenen entsprechen.
Die vielfältigen Auslöser für eine Oxytocin-Ausschüttung werden als mögliche Erklärungen für die Wirkungsweise alternativer Heilmethoden wie Hypnotherapie und Meditation herangezogen.
Oxytocin ist auch Gegenstand der Forschung in der Psychologie bei der Erforschung von Sozialphobien und verwandten Störungsbildern. Oxytocin steigert Neid und Schadenfreude sowie aggressives Verhalten.
Neuesten Ergebnissen zufolge könnte das Hormon auch gegen Alzheimer, Schizophrenie und Autismus wirken und bei Patienten für mehr Vertrauen sorgen. Bei Kindern mit Autismus konnte zumindest eine gesteigerte Aktivität in der Hirnregion festgestellt werden, welche für die Verarbeitung sozialer Information zuständig ist.

## Einsatzgebiete und Art der Verabreichung
In Deutschland wird Oxytocin perinatal bei vier Indikationen als Medikament angewendet und meist intravenös verabreicht: beim Wehenbelastungstest, bei der Wehenförderung, nach einem Kaiserschnitt sowie zur Beschleunigung der Ablösung der Plazenta. Es wird auch als Nasenspray verabreicht.

## Handelsnamen
Oxytocin ist in Deutschland, Österreich und der Schweiz unter dem Namen Syntocinon im Handel erhältlich. In Deutschland ist es in verschiedenen Stärken (3 I.E., 5 I.E., 10 I.E.) als Generikum verfügbar. Zugelassen ist das Präparat zur Anwendung vor der Geburt (meist zur Geburtseinleitung) sowie zur Anwendung nach der Geburt, da insbesondere bei peripartalen Blutungen. Oxytocin ist also ein im Kreißsaal unabdingbares Notfallarzneimittel. Anfang 2019 stellte ein schwerer Lieferengpass die Gesundheitseinrichtungen in ganz Deutschland vor große Probleme.
Vor dem 7. August 2008 war in Deutschland auch ein Oxytocin-Präparat als Nasenspray unter dem Namen Syntocinon im Handel. Dieses wurde vor Inkrafttreten des Arzneimittelgesetzes von 1978 registriert. Einem Nachzulassungsantrag des Herstellers wurde mangels nachgewiesener Prüfung auf Arzneimittelsicherheit und wegen fehlender Begründung der therapeutischen Wirksamkeit nicht stattgegeben.

### Hochschularbeiten
- Katharina Lüdemann: Zusammenhang von Empathiefähigkeit und Serumoxytocinkonzentration bei 14-jährigen Jugendlichen. Dissertation, Medizinische Fakultät, Charité Berlin, Berlin 2016, DNB 1100388028; (Volltext als PDF; 1,5 MB).
- Laura Katharina Mühlhausen: Untersuchung zur Wirkung soziodemographischer Faktoren und Oxytocinrezeptorpolymorphismen auf die Empathiefähigkeit. Dissertation, Medizinische Fakultät, Charité Berlin, Berlin 2016, DNB 1113012412; (Volltext als PDF; 9,1 MB).